# 守山城 (陸奥国)
守山城（もりやまじょう）は、福島県郡山市田村町守山にあった日本の城（平山城）。郡山市指定史跡。

## 概要
坂上田村麻呂が蝦夷追討の際にこの地に城を築いたと伝えられる。その後、坂上田村麻呂の子孫である田村庄司氏が本拠地として南北朝時代までこの地方を支配した。
関東公方の攻撃による没落後は、三春田村氏が三春城に居城を移すまで本城となった。その後、三春田村氏は、伊達氏の傘下に入る。
天正16年（1588年）伊達政宗は、白石宗実、片倉景綱らを守山城へ配して、蘆名氏を摺上原の戦いで破り、南奥羽をほぼ制圧した。
豊臣秀吉の奥州仕置により、伊達氏がこの地を去ると、代わって蒲生氏郷の支配下に入る。三春城から田丸直昌が配され改修が行われた。氏郷の没後に豊臣秀吉の命で蒲生氏の支城の数が制約され、田村地方は三春城が廃されて守山城が残されることになった。
慶長3年（1598年）に蒲生氏が宇都宮城へ移った後は、上杉景勝の支配下に入り、須田長義・本庄繁長・竹俣利綱と相次いで城代が変わった慶長6年（1601年）に蒲生氏が復帰すると蒲生郷成が城代になったが、慶長14年（1609年）までに三春城を再興して同城に移った。
元和元年（1615年）一国一城令により廃城となった。18世紀になって守山藩の陣屋が設置されたが、城の西側に設置されている。

## 現在

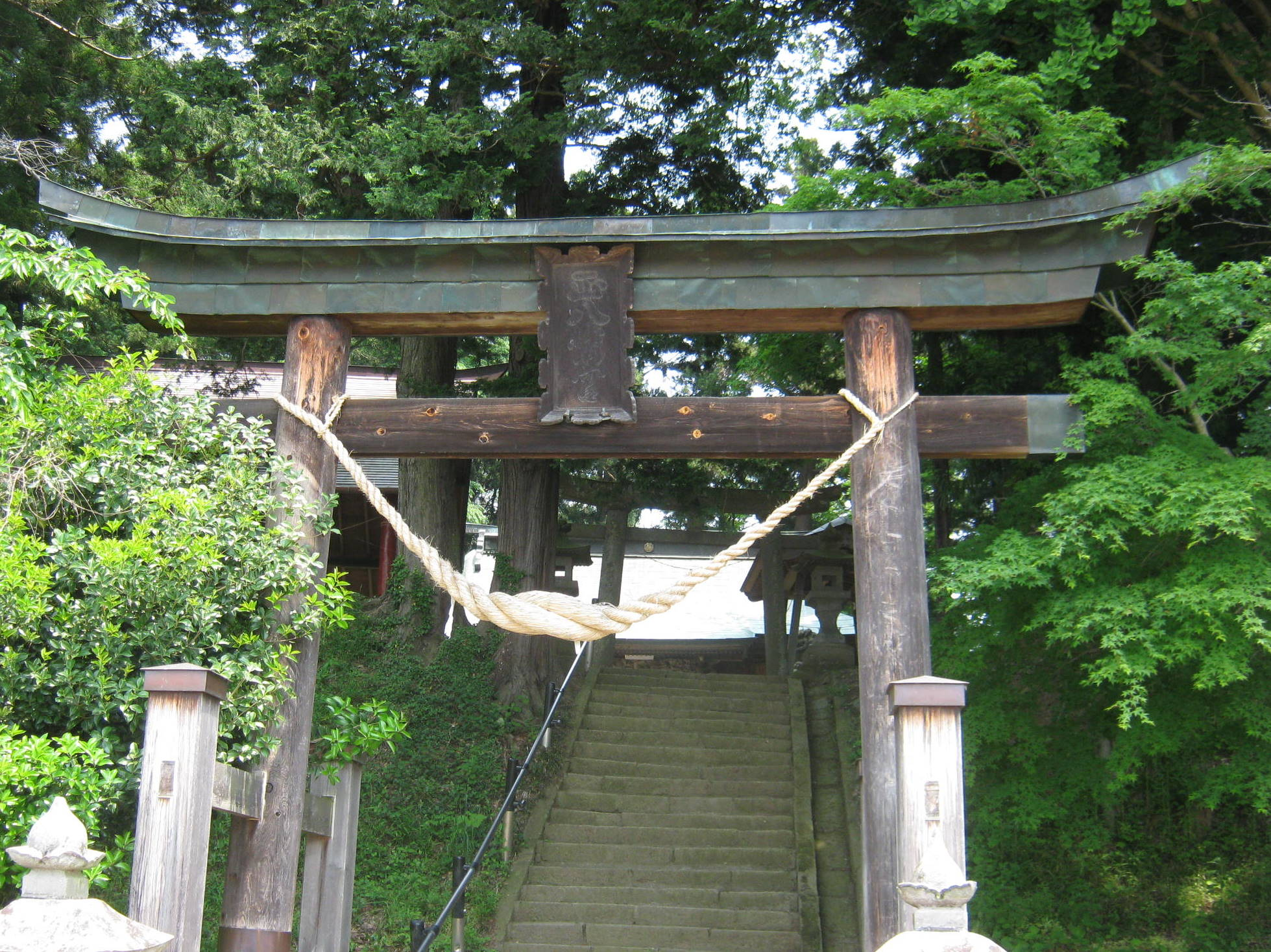
本丸跡の城山八幡宮

2000年（平成12年）7月、蒲生氏時代の野面積みの石垣などが発見された。
2016年（平成28年）12月、郡山市指定史跡に指定された。
本丸跡は現在、武道と縁の深い八幡宮の一つ、城山八幡宮が建てられ、境内には力石や相撲の土俵などがある。
隣接する郡山市立守山小学校グラウンド脇の道路を挟んだ南側の敷地付近が二の丸跡で、蒲生氏時代の野面積みの石垣が残る。また、付近では礎石や、石組溝、カマド、井戸等の遺構が発見されている。

## アクセス
- JR東日本水郡線磐城守山駅から徒歩11分、石井工務店本社付近に石垣、奥に本丸跡の神社あり
- JR東日本郡山駅2番バス乗り場より旧国道経由蓬田行または馬場行で「守山小学校」停留所下車、徒歩5分
- 東北自動車道郡山南ICまたは磐越自動車道郡山東ICから車で20分